# It-sikkerhed
It-sikkerhed (også kendt som cyber-sikkerhed eller computersikkerhed) er informationssikkerhed anvendt på computere og datanet (computernetværk).
Området dækker alle processerne og mekanismerne med hvilken computer-baseret udstyr, information og services er beskyttet mod utilsigtet eller uautoriseret adgang, ændring eller destruktion. It-sikkerhed omfatter også beskyttelse mod uplanlagte hændelser og naturkatastrofer.
Ifølge USAs CISA-chef Jen Easterly er dårlig softwarekvalitet skyld i verdens cybersikkerhedsproblemer. CISA anbefaler at softwareudviklere skriver deres computerprogrammer i hukommelsessikre programmeringssprog som fx Rust, Python, C#, Go, Swift eller Java - især Rust fremhæves som et godt hukommelsessikkert programmeringssprog. USAs DARPA foreslår at konvertere C-kode til Rust-kode via maskinlæring. Projektet kaldes TRanslating All C TO Rust - kort TRACTOR.